# Sem (postać biblijna)
Sem (hebr. שֵׁם Šem; arab. سام Sām) – według Biblii jeden z trzech synów Noego, brat Jafeta i Chama, symboliczny przodek ludów Bliskiego Wschodu, ojciec Elama, Assura, Arfachsada, Luda i Arama. 
Według Biblii żył 600 lat.
Postać ta występuje w rozdziałach VI-XI Księgi Rodzaju.
Od imienia Sema ludy wywodzące się z terenu obecnych Syrii, Palestyny, Libanu, Jordanii i państw Półwyspu Arabskiego, określa się mianem Semitów. Współcześnie nazwa ta ma zastosowanie zwłaszcza do Żydów, stąd negatywny stosunek do nich określany jest mianem antysemityzmu.